# Reichsstraße 331
Die Reichsstraße 331 (R 331) war von 1938 bis 1945 eine Staatsstraße des Deutschen Reichs, die vollständig in den heutigen österreichischen Bundesländern Salzburg und Kärnten verlief. Die Straße nahm ihren Anfang in der Stadt Salzburg, folgte nach Süden dem Tal der Salzach über Hallein nach Bischofshofen, führte von dort gemeinsam mit der damaligen Reichsstraße 318 nach Radstadt, von dort auf der heutigen Katschberg Straße (B 99) über den Radstädter Tauernpass nach Mauterndorf und weiter über den Katschberg nach Spittal an der Drau, wo sie an der damaligen Reichsstraße 336 endete.
Ihre Gesamtlänge betrug rund 164 Kilometer.